# 斯拉夫防禦
斯拉夫防禦是國際象棋的一種開局方式，走法為：
1.d4 d5 2.c4 c6